# Юзен
Юзе́н (фр. Uzein) — коммуна во Франции, находится в регионе Аквитания. Департамент — Атлантические Пиренеи. Входит в состав кантона Лескар, Гав и Тер-дю-Пон-Лон. Округ коммуны — По.
Код INSEE коммуны — 64549.

## География

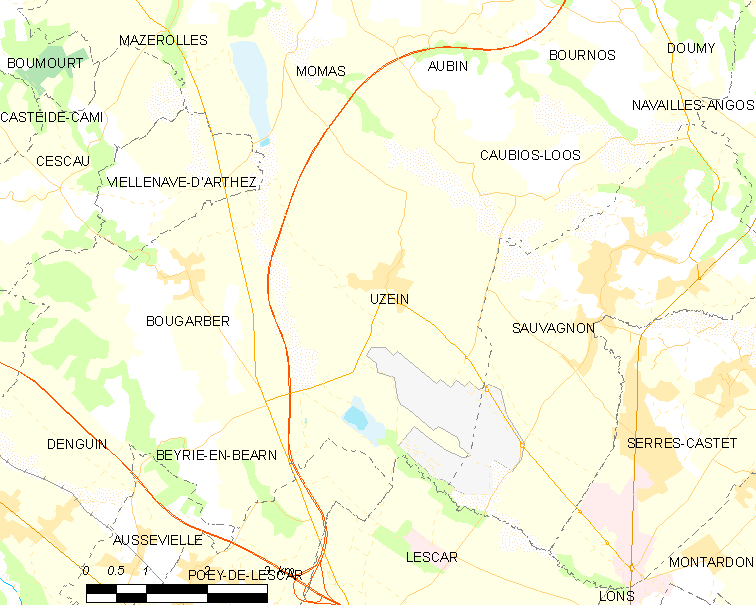
Карта коммуны

Коммуна расположена приблизительно в 650 км к югу от Парижа, в 165 км южнее Бордо, в 13 км к северо-западу от По.

### Климат
Климат тёплый океанический. Зима мягкая, средняя температура января — от +5°С до +13°С, температуры ниже −10 °C бывают редко. Снег выпадает около 15 дней в году с ноября по апрель. Максимальная температура летом порядка 20-30 °C, выше 35 °C бывает очень редко. Количество осадков высокое, порядка 1100 мм в год. Характерна безветренная погода, сильные ветры очень редки.

## Население
Население коммуны на 2010 год составляло 1255 человек.
| 1962 | 1968 | 1975 | 1982 | 1990 | 1999 | 2010 |
| ---- | ---- | ---- | ---- | ---- | ---- | ---- |
| 418  | 457  | 444  | 534  | 739  | 818  | 1255 |

## Администрация
| Период | Период | Фамилия       | Партия | Примечания |
| ------ | ------ | ------------- | ------ | ---------- |
| 1995   | 2014   | Поль Лестерлу |        |            |
| 2014   | 2020   | Эрик Касте    |        |            |

## Экономика
В 2010 году среди 925 человек трудоспособного возраста (15-64 лет) 803 были экономически активными, 122 — неактивными (показатель активности — 86,8 %, в 1999 году было 79,5 %). Из 803 активных жителей работали 766 человек (540 мужчин и 226 женщин), безработных было 37 (11 мужчин и 26 женщин). Среди 122 неактивных 54 человека были учениками или студентами, 36 — пенсионерами, 32 были неактивными по другим причинам.

## Достопримечательности
- Церковь Св. Германа Осерского (1855 год)[7]

## Фотогалерея

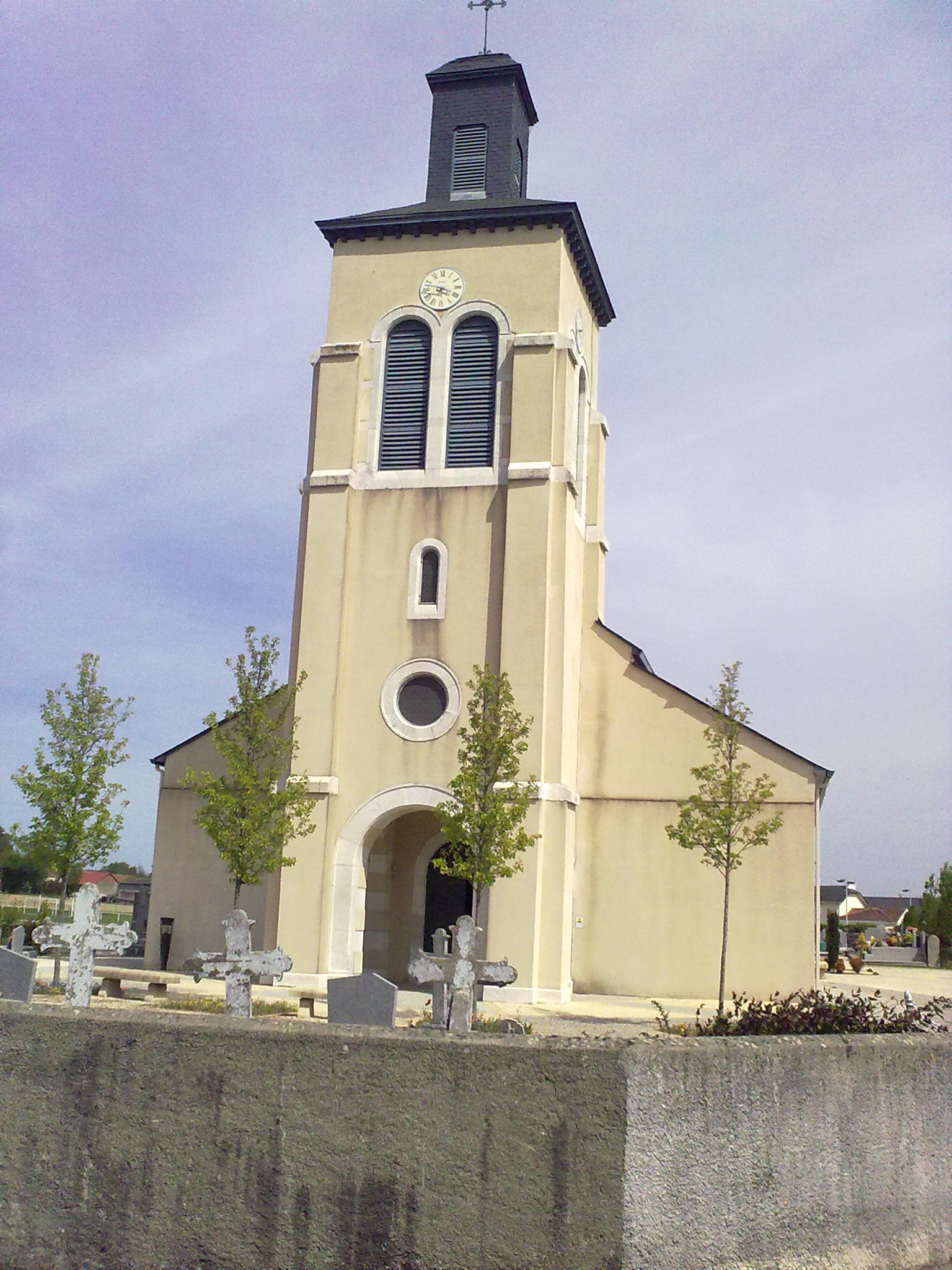
Церковь Св. Германа
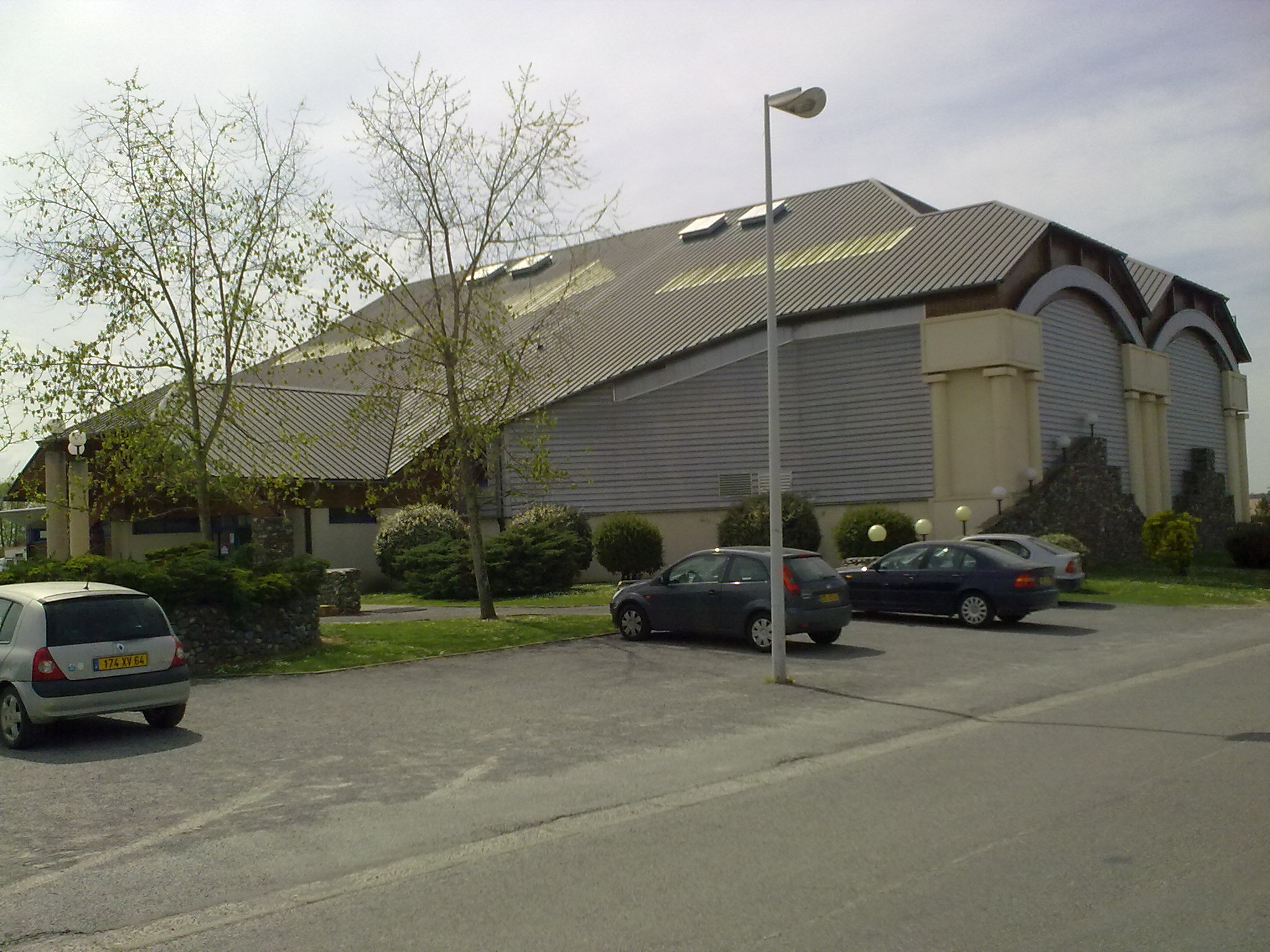
Зал
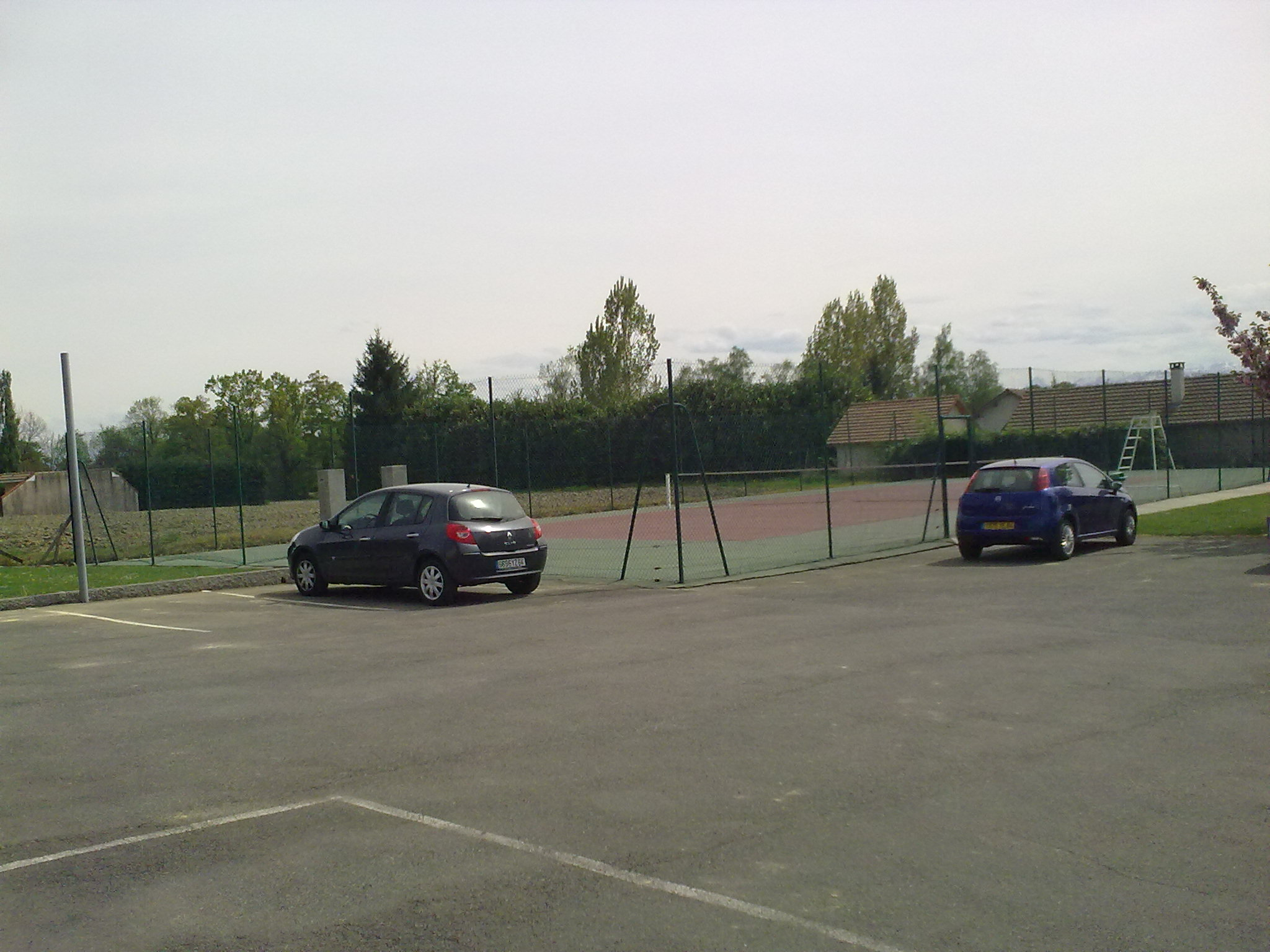
Теннисный корт